# Cellette
Cellette é uma comuna francesa na região administrativa de Auvérnia-Ródano-Alpes, no departamento Puy-de-Dôme. Estende-se por uma área de 11,31 km². Em 2010 a comuna tinha 170 habitantes (densidade: 15 hab./km²).